# سنغ سفيد (درة صيدي)
سنغ سفید (بالفارسية: سنگ سفید) هي ويكيبيديا:توضيح و مستوطنة تقع في إيران في قسم درة صیدي الريفي. يقدر عدد سكانها بـ 215 نسمة بحسب إحصاء 2016.